# Los hombres de negro y los ovnis
Los hombres de negro y los ovnis es un libro del ufólogo uruguayo Fabio Zerpa publicado en España en 1978 y en Argentina en 1989.

## Reseña
El libro se enfoca en casos del fenómeno ovni y los hombres de negro.

## Los casos de abducciones
El libro comienza hablando sobre dos casos, uno de los cuales fue famoso en Minas Gerais, Brasil. Según aquel informe, en octubre de 1957 mientras el protagonista, Antonio Villas Boas trabajaba en el campo, fue secuestrado por una nave extraterrestre, y allí tuvo una supuesta relación sexual con una mujer extraterrestre. Tras varios informes médicos, se dijo que el campesino podría haber fingido, que era lo menos probable, o que hubiese sido producto de su cansancio.

## Ovnis y viajes en el tiempo
Aquí el capítulo comienza hablando del tiempo, dice que el tiempo absoluto no existe, y que en realidad, para nuestra mente todo es presente. Dice que por la ley de la causalidad todo está ya marcado y se puede cambiar según el accionar de cada uno. Dice que los ovnis son viajeros del tiempo, y conviven en el pasado, presente y futuro, y así como alguien los puede ver en la actualidad, alguien que vivió hace 2500 años puede estar viendo el mismo ovni.
Al final, habla de casos "reales" de viajes en el espacio-tiempo de manera insólita, como el de un bombardeo realizado once años antes o el Experimento Filadelfia .

## Mundos paralelos
Esta sección del libro hace referencia a los universos paralelos o dimensiones paralelas que coexisten con nuestra dimensón. Dice que en muchos casos de ovni parecen abrirse puertas dimensionales. Aquí hace referencia a la materia y la antimateria que es un tema de discusión para la física moderna. 
En este capítulo habla del mundo fantasmal, y según esta teoría los fantasmas serían seres como nosotros que viven paralelamente a nosotros en otra dimensión. De esta forma se explica que a veces pasan por momentos a nuestra dimensión a través de supuestos pulmones dimensionales, y llegan a nuestros ojos como formas blanquecinas y atemorizantes.
También dice que pueden venir de mundos subterráneos, y que ya ha habido casos en los que se vieron seres que habitarían en las profundidades de la tierra. Se habla de un caso ocurrido a fines del siglo XIX , en el cual se encontraron niños verdes.

## Misterios en las profundidades del mar
Aquí el libro trata sobre la posibilidad de una organización neonazi en el fondo del mar.

## Hombres de negro
En la última sección habla de los hombres de negro (los men in black), que buscan mantener oculta la información sobre ovnis y criptozoología .
Al final, Zerpa aclara que ya no teme a los hombres de negro y que muchas organizaciones siguen investigando a los seres extraterrestres vengan de donde vengan:
- Del espacio exterior
- Del Tiempo
- De Mundos paralelos:
  - Mundos extradimensionales
  - Mundos subterráneos
  - De las profundidades marinas